# Оценка нервно-психического здоровья детей и подростков
Оценка нервно-психического здоровья детей и подростков является одной из важнейших характеристик состояния здоровья наряду с определением уровня физического развития. Необходима при проведении профилактических медицинских осмотров детей в возрасте от 3 до 17 лет включительно и осуществляется в соответствии с требованиями приказа Минздрава России от 30.12.2003 № 621 «О комплексной оценке состояния здоровья детей».

## Исследование состояния нервно-психического здоровья детей и подростков
Обычно проводится в 2 этапа:
- доврачебный (психологический и психофизиологический);
- врачебный (осмотр педиатром и врачами-специалистами).

### Доврачебный этап профилактического медицинского осмотра
Доврачебный этап с помощью анкет-опросников, скринингов, и экспресс-методов диагностики помогает выявить нарушения нервно-психического здоровья, оценить особенности эмоционального развития ребенка, его социальную адаптацию.

#### Параметры оценки нервно-психического состояния ребенка
При оценке нервно-психического здоровья детей и подростков необходимо выделять следующие параметры:
- Психофизиологический статус ребенка говорит о психологической, физиологической сформированности ребенка в соответствии с возрастом.

Для оценки проводится исследование моторной одаренности и фонематического слуха у детей.
- Успешность в сфере общения со сверстниками. Потребность в общении с другими детьми формируется у ребенка прижизненно. Успешность социально-психологической адаптации ребенка зависит от того, насколько прочно он смог утвердить свою позицию в социальной группе.

Для оценки успешности в сфере общения со сверстниками используется социометрический эксперимент Архивная копия от 30 июня 2014 на Wayback Machine, на основе которого строится социоматрица взаимоотношений в группе, а каждый ребенок получает свой социометрический индекс.
- Эмоциональное состояние ребенка. Тревожность – это психологическая особенность, заключающаяся в повышенной склонности испытывать беспокойство в самых различных жизненных ситуациях, в том числе и в таких, которые к этому не предрасполагают. Ощущается как напряжение, беспокойство, нервозность и переживается в виде чувств неопределенности, беспомощности, незащищенности, одиночества, грозящей неудачи, невозможности принять решение, проявляется в «уходе» от ситуации, что влияет на степень личностной и социальной адаптации детей и подростков, может привести к соматическим болезням. Ребенку всегда необходимы положительные эмоциональные состояния, которые способствуют активизации познавательных процессов, лучшей адаптации.

Для оценки эмоционального состояния ребенка проводится тест «красивый рисунок» Архивная копия от 15 февраля 2014 на Wayback Machine и тест явной тревожности для детей.
- Социально-психологическая адаптация ребенка – это сложное социально обусловленное явление, в котором важно учитывать все особенности его поведения. Признаками адаптивных проблем являются состояния тревожности, недостаток уверенности в себе, невротические проявления.

Оценить степень социально-психологической адаптации ребенка позволяет анкетирование ребенка, его родителей, преподавателей в образовательном учреждении.

#### Оценка результатов доврачебного этапа обследования
Осуществляется школьным психологом при участии медсестры на основе обработки результатов анкет-опросников, скринингов, и экспресс-методов диагностики в соответствии со стандартом каждого теста. При этом выделяются и фиксируются признаки, указывающие на нарушения в нервно-психическом состоянии ребенка.
На основании данных, полученных в результате анализа школьного психолога, медсестра или школьный врач составляют «группу риска» детей и подростков.

### Врачебный этап обследования профилактического медицинского осмотра
Врач-педиатр обеспечивает объективность и правильность выносимого заключения. На осмотре он уточняет материалы доврачебного этапа, сопоставляя с выраженностью симптоматики, нозологией, определяет необходимость углубленного обследования специалистов - невролога, психиатра, медицинского психолога и дает рекомендации для родителей.
На врачебном этапе обследования ребенку необходимо поставить диагноз и отнести его к одной из групп здоровья Архивная копия от 4 декабря 2013 на Wayback Machine в соответствии с методикой комплексной оценки состояния здоровья детей. Эти данные должны быть занесены в медицинскую карту ребенка и должны учитываться при отнесении к определенной группе для занятия физической культурой, при выборе будущей профессии и при решении других социально значимых задач.
Соблюдение деонтологических требований в одинаковой степени обязательно для всех категорий медицинских работников!